# Salvador Mata i Puig
Salvador Mata del Racó i Puig (Sant Pau d'Ordal -Subirats-, Alt Penedès, 20 de març de 1859 - Vilafranca del Penedès, Alt Penedès, 1933). Va ser el segon fill de Pere Mata del Racó i Torrents i Magdalena Puig Vendrell i l'hereu del llinatge dels Mata del Racó. El 15è propietari de l'heretat de Mata del Racó.

## Els inicis
Obté el títol de Batxillerat a Vilafranca del Penedés el 1877. Posteriorment, anà a Barcelona a estudiar a la Universitat de Farmàcia on llicencia el 1882. Als seus inicis universitaris, realitza també el primer curs de la carrera de dret a Barcelona, tot i que posteriorment se centra plenament en la carrera de Farmàcia.
El 1904 aconsegueix el grau de Doctor en Farmàcia defensant la seva tesi a la Universitat de Madrid sota el títol “Estudio Farmacológico del vino y preparación de vinos medicinales”.
En Salvador Mata del Racó es converteix en el primer dels hereus de la familia que realitza una tasca professional independent i no exclusivament lligada a la gestió del patrimoni familiar.
És, doncs, sota aquest canvi en la concepció de la figura de l'hereu, quan l'any 1903 obre farmàcia a Sant Pau d'Ordal que va tenir en funcionament fins al 1907.
Divideix la seva residència entre Cal Mata del Racó i Can Girona de Vilafranca del Penedès, concretament a la Rambla de Nostra Senyora del Roser nº21, propietat de la família política.
La seva activitat social pren un gran protagonisme a la capital de la comarca, on forma part activa dels diferents cercles culturals, empresarials, politics, científics i socials de l'època. Des del darrer terç del Segle XIX, Vilafranca gaudia de la seva particular època daurada. Totes les seves activitats tenen una relació directe amb el catalanisme, la vinya i la farmàcia, els camps de coneixement que van marcar el seu tarannà personal i professional.

## La Faceta articulista i conferenciant
El 22 de juliol de 1900 La Vanguardia ja comença a fer-se ressò de les seves incipients aparicions públiques a través de concursos d'empelts de vinya dels que forma part del jurat en qualitat de vocal del Centre Agrícola del Penedès.
Realitza un gran nombre de conferències i publica dos llibres:
- Los adelantos modernos en viti-cultura. Cultivo de la Vid: Elaboración y mejora de los Vinos. 1906. Barcelona. Llibreria de Francisco Puig,
- Los vinos al gusto del consumidor. Nuevos procedimientos para su obtención y conservación. La vid tempranillo y el vino de la Rioja. 1907. Barcelona. Llibreria de Francisco Puig.

La primera de les obres va ser premiada el 1906 amb la medalla d'or per institut Agrícola Català de Sant Isidro, l'entitat agrícola més antiga d'Espanya.
La seva producció literària fruit dels seus estudis, de l'experimentació en les seves vinyes i Celler de Mata del Racó, dels seus viatges per França i per Espanya, són d'una extraordinària actualitat i d'una riquesa importantíssima per entendre una època clau en la indústria vitivinícola de l'època.
De les seves conferències, pel seu impacte en el contingut a la societat agrícola de l'època i, en conseqüència, un major impacte mediàtic, en destaquem les següents:
- Formulación y esparcimiento de las más indispensables y principales manipulaciones para la elaboración racional de los vinos en su primer año. Igualada. VI Assemblea de la Unió de Vinyataires de Catalunya de la que n'era vocal nat. 10/3/1917
- Estudio de los mostos y vinos en general. Centre Agricola de Vilafranca del Penedés 19/2/1927.
- Acción de los fermentos en los productos agrícolas. Centre Agrícola de Vilafranca del Penedés 1/4/1927

## La vinya i la seva aportació a la lluita contra la fil·loxera
Formà part de la Junta del Centre Agrícola del Penedès, on s'integra el 1900, entitat que posteriorment presideix entre els anys 1906 al 1908. Durant aquest període li assistí com a Secretari Santiago Abellà Mata. El 1925 és reelegit president del Centre. El CAP, fundat el 1852, va tenir un paper capdavanter en l'agricultura del Penedès i de Catalunya, i sobretot en la lluita contra la fil·loxera i va ser un focus cultural molt important en l'època.
El 1907 obté una menció honorifica pels Premis a Agricultors convocats pel Ministeri de Foment.
És anomenat Director del Laboratori Químic de Vilafranca (Setembre de 1925).

## Activitat política
Dins del Catalanisme polític, va ser designat delegat per Subirats a les Assemblees de Manresa (1892), Reus (1893) i Balaguer (1894). Membre de la Unió Catalanista.
El 1917 consta com a President del Consell Comarcal de Vilafranca del Penedès.
Es casa amb Josefa Girona i Guixà el 1899 i tingueren 2 filles: Mercedes Mata i Girona i Rosa Mata i Girona.
Morí a Vilafranca del Penedès, on hi és enterrat, el 1933 a l'edat de 74 anys.